# 天主教卡拉巴爾總教區
天主教卡拉巴爾總教區 （拉丁語：Archidioecesis Calabarensis）是尼日利亞一個羅馬天主教教省總教區，位於南部克里斯河州南部七市，下轄四個教區。是該國九個總教區之一。
2006年有教友322,085人（佔轄區總人口29.7%）、四十四個堂區、四十六名司鐸。現任教區總主教為若瑟‧烏克波。
1934年7月9日設監牧區，1947年6月12日升為代牧區。1950年4月18日升為教區。1994年3月26日升為總教區。